# Bachadyr Kotschkarow
Bachadyr Kotschkarow (kirgisisch Бахадыр Кочкаров; * 13. Mai 1970 in Osch) ist ein ehemaliger kirgisischer Fußballschiedsrichterassistent.
Von 1997 bis 2019 stand er auf der Liste der FIFA-Schiedsrichter und leitete internationale Fußballspiele.
Kotschkarow war Schiedsrichterassistent von Ravshan Ermatov und war (meist zusammen mit Abduhamidullo Rasulov) bei vielen internationalen Turnieren im Einsatz, darunter bei der Klub-Weltmeisterschaft 2008 in Japan, bei der Weltmeisterschaft 2010 in Südafrika, bei der Asienmeisterschaft 2011 in Katar, bei der Klub-Weltmeisterschaft 2011 in Japan, beim olympischen Fußballturnier 2012 in London, beim Konföderationen-Pokal 2013 in Brasilien, bei der Weltmeisterschaft 2014 in Brasilien und bei der Asienmeisterschaft 2015 in Australien (jeweils als Assistent von Ravshan Ermatov). Insgesamt leitete er neun WM-Spiele und liegt damit auf dem geteilten vierten Platz der meisten WM-Spiel-Einsätze aller Schiedsrichterassistenten.